# Yoshihiro Murata
Yoshihiro Murata (en kanji: 村田吉弘 ;  en Hiragana: むらた よしひろ - Kioto, 15 de diciembre de 1951) es un cocinero profesional de comida tradicional japonesa y actual regente del histórico restaurante Kikunoi de Kioto.

## Biografía
Yoshihiro Murata es la tercera generación de una saga de cocineros de Kioto y el mayor de 4 hermanos. Desde su infancia ya mostró interés por el mundo de la cocina al preparar la comida para sus 3 hermanos pequeños. Una vez terminados sus estudios elementales en la escuela privada Ritsumeikan Junior & Senior High School de Kioto y, posteriormente, graduarse en la Universidad de Ritsumeikan, tenía claro que quería seguir la herencia familiar en el mundo de la cocina y se fue a Francia, donde estudió técnicas culinarias donde observó el poco aprecio que había en ese momento para la cocina de su país, hecho que le hizo tener clara la idea de lograr que el resto el mundo respetara la comida tradicional japonesa. Un hecho que le haría apostar, más adelante, en basar su negocio únicamente por platos y forma de elaborar la cocina totalmente tradicionales.

Sus inicios como cocinero empezaron en el restaurante Kamome de Nagoya como aprendiz. Después, gracias al dinero que le prestó su padre, pudo abrir un pequeño local de escasos metros cuadrados en Kioto con unos inicios paupérrimos, con el tiempo llegó a hacerse con el tiempo con un hueco en la oferta gastronómica de la ciudad a pesar de su pequeño tamaño. En 1993, Murata heredó de su padre el restaurante familiar, Kikunoi fundado en 1912, empezando por mejorar las relaciones entre los cocineros y los aprendices, puesto creía que para tener éxito, se tenía que empezar manteniendo un ambiente de trabajo deseable dentro la cocina.
" La sociedad no mejorará si no hay líderes que quieran mejorar la sociedad. Las formas egoístas de pensar están equivocadas. " 
Su salto al cargo del restaurante histórico familiar y buen hacer, hizo que le empezaran a contratar para participar en programas televisivos de canales de tirada nacional como NHK y FUJI TV entre otros donde siguió luchando en favor de la cocina tradicional, sobre todo, para concienciar a las generaciones más jóvenes de sus conciudadanos para mantener viva la comida tradicional en la mayor parte de sus vidas en detrimento del fast food. De hecho, a lo largo de su carrera profesional, fue tal su convencimiento que le llegó a escribir varios libros sobre la comida tradicional sonde plasmaba su punto de vista de lo que debería ser la cocina en Japón, la cultura y el hecho de mantener las raíces, empezando por querer concienciar a sus conciudadanos más jóvenes, hecho que al final, le llegó a dirigir la "Japanese Culinary Academy", una organización sin ánimo de lucro que promociona la cocina japonesa y todo lo relacionado con esto.
Aunque Murata es uno de los cocineros más conocidos de Japón, la fama a nivel internacional le llegó, principalmente, gracias a galardones como las 3 estrellas Michelin que le fueron otorgadas. Con el tiempo, el negocio lo fue ampliando creando más establecimientos a lo largo del país y que también serían laureados, sumando un total de 7 estrellas Michelin entre las del Kikunoi con los otros que fue montando.
En 2017 la compañía de trenes East Japan Railway Company, inauguró el tren con coches-cama de lujo conocido con el apodo Shikashima, cuyo restaurante interior sirven platos que ideó Yoshihiro Murata específicamente.

## Publicaciones

### En japonés
- 京料理から-こんなん旨いこんなん好きや
- 京都人は変わらない
- 京料理の福袋-京料理人のほんまの胸の内三十話　御馳走読本
- 村田吉弘の10分でできる和のおかず
- 和食の問題集
- 割合で覚える和の基本
- 村田吉弘の和食はかんたん
- 京都料亭の味わい方
- 和食の素で万能レシピ (Editorial Kōdansha)
- 英文版 菊乃井（講談社インターナショナル）

### En inglés
- 2006: Kaiseki: The Exquisite Cuisine of Kyoto's Kikunoi Restaurant, con introducción a cargo de Ferran Adrià y Nobu Matsuhisa.